# Diplopteraster multipes
Diplopteraster multipes is een zeester uit de familie Pterasteridae.
De wetenschappelijke naam van de soort werd in 1866 gepubliceerd door M. Sars.